# Eduard Lohse

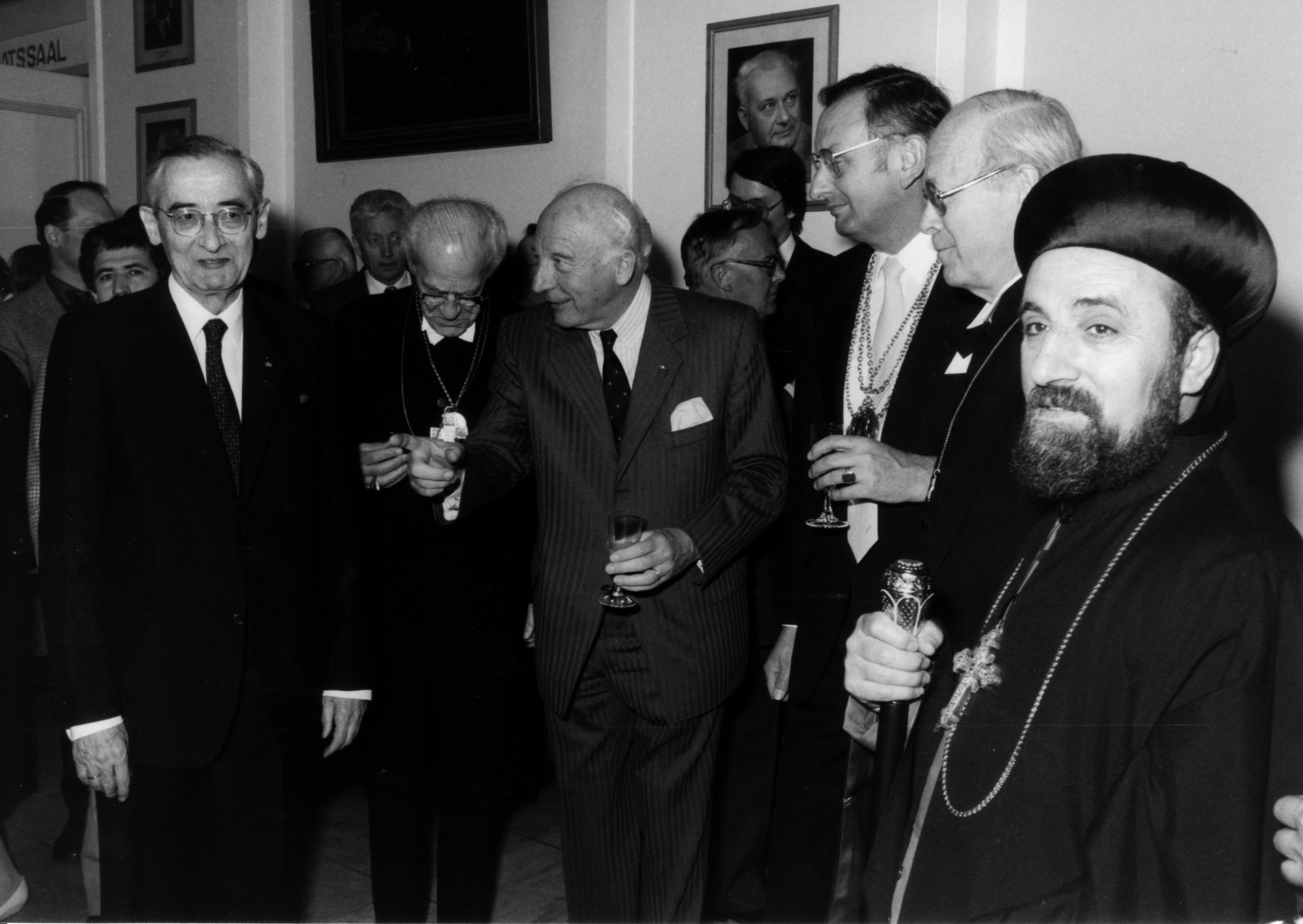
Eduard Lohse (2 v.r.) mit Altbundespräsident Walter Scheel (3. v.l.), Bischof Hermann Kunst (2 v.l.) und anderen beim 70. Geburtstag von Kurt Aland (li.) (1985)

Eduard Lohse (* 19. Februar 1924 in Hamburg; † 23. Juni 2015 in Göttingen) war ein deutscher lutherischer Theologe, Professor für Neues Testament, Rektor der Georg-August-Universität Göttingen, Landesbischof der Hannoverschen Landeskirche und Vorsitzender des Rates der Evangelischen Kirche in Deutschland (EKD).

## Leben
Eduard Lohse war der Sohn des Studienrats Walter Lohse (1896–1975), seine Mutter war die aus einer hugenottischen Familie stammende Agnes Emilie, geborene Barrelet. Er besuchte die Gelehrtenschule des Johanneums in Hamburg (Abitur 1942) und leistete von 1942 bis 1945 Militärdienst als Schnellbootkommandant in der Kriegsmarine. Von 1945 bis 1949 studierte er Theologie an der Kirchlichen Hochschule Bethel und an der Georg-August-Universität Göttingen, wo er 1949 mit seiner Dissertation über Die Ordination im Spätjudentum und im Neuen Testament promoviert wurde. Von 1950 bis 1953 war er als Konviktsinspektor an der dann in die Universität Hamburg eingegliederten Kirchlichen Hochschule in Hamburg als Vikar und Hilfsprediger tätig. 1953 habilitierte er sich mit seiner Arbeit über Märtyrer und Gottesknecht: Untersuchungen zur urchristlichen Verkündigung vom Sühntod Jesu Christi an der Johannes Gutenberg-Universität Mainz und war dort bis 1956 Privatdozent für Neues Testament.
Von 1956 bis 1971 war Lohse Professor für Neues Testament, zunächst an der Universität Kiel (bis 1964), dann von 1964 bis 1971 an der Georg-August-Universität Göttingen; im akademischen Jahr 1970/71 war er deren Rektor.
Am 24. November 1970 wurde Lohse zum Landesbischof der Evangelisch-lutherischen Landeskirche Hannovers gewählt. Er trat dieses Amt nach Ablauf seines Rektorats im Sommer 1971 an und bekleidete es bis 1988. Von 1979 bis 1985 war er Vorsitzender des Rates der Evangelischen Kirche in Deutschland (EKD). In seine Zeit als Vorsitzender des Rates der EKD und der Deutschen Bibelgesellschaft fiel die Revision der Lutherbibel im Jahr 1984. Sie sei „das wichtigste Dokument deutscher Sprache“. Als „verunglücktes Unternehmen“ bezeichnete er hingegen die Bibel in gerechter Sprache, in der unter anderem Erkenntnisse der feministischen und der Befreiungstheologie verarbeitet sind. 1988 wurde er auch Präsident des Weltbundes der Bibelgesellschaften.
Eduard Lohse wurde auf dem Friedhof des Klosters Loccum beigesetzt.

## Familie
Eduard Lohse hatte drei Geschwister. Sein jüngerer Bruder war der Hamburger Theologe Bernhard Lohse. Er war mit der Studienrätin Roswitha Lohse-Flitner verheiratet. Der Humanmediziner und Pharmakologe Martin Lohse ist eines ihrer drei Kinder.

## Weitere Ämter, Mitgliedschaften und Auszeichnungen

### Weitere Ämter und Mitgliedschaften
- Mitglied der Akademie der Wissenschaften zu Göttingen (seit 1969)
- Vorsitz im Kirchensenat und Bischofsrat der ev.-luth. Landeskirche Hannovers (1971–1988)
- Vorsitzender des Landeskirchenamt Hannover (1971–1988)
- Leitender Bischof der Vereinigten Evangelisch-Lutherischen Kirche in Deutschland VELKD (1975–1978)
- Vorsitzender des Universitätsbundes Göttingen (ab 1977)
- ordentliches Mitglied der Braunschweigischen Wissenschaftlichen Gesellschaft (1978)
- Ratsvorsitzender der EKD (1979–1985)
- Abt des Klosters Loccum (1979–2000),[8] bis zu seinem Tod Alt-Abt des Klosters
- Gründungsvorsitzender des Kuratoriums der Hanns-Lilje-Stiftung (1989–1994)
- Gründungsvorsitzender des Landschaftsverbandes Südniedersachsen (1989–1993)

### Auszeichnungen
- Ehrendoktorwürde der Johannes Gutenberg-Universität Mainz (1961)
- Niedersachsenpreis in der Kategorie Kultur (1979, für seine Verdienste als Vorsitzender des Evangelischen Bibelwerks)[9]
- Ehrendoktorwürde des lutherischen Muhlenberg College in Allentown (Pennsylvania) (1979)
- Ehrendoktorwürde der Universität Glasgow (1981)
- Gastvorlesungen an der Päpstlichen Universität Gregoriana in Rom
- ordentliches Mitglied der Accademia Mediterranea delle Scienze (1982)
- Göttinger Edith-Stein-Preis (1995)
- Dr.-Leopold-Lucas-Preis der Universität Tübingen, unter anderem mit Hinweis auf sein Buch über das Vaterunser (2007)

## Veröffentlichungen (Auswahl)
- Die Texte aus Qumran. Hebräisch und Deutsch. Kösel, 1964; 4. Auflage, Wissenschaftliche Buchgesellschaft, Darmstadt 1986 (5. Auflage 2001 mit Annette Steudel) ISBN 3-534-11613-5.
- Die Offenbarung des Johannes (= Das Neue Testament deutsch. Neues Göttinger Bibelwerk. Teilband 11). 8. Auflage, 1. Auflage der neuen Bearbeitung. Vandenhoeck & Ruprecht, Göttingen 1960 (15. Auflage 1993, ISBN 3-525-51378-X).
- Die Briefe an die Kolosser und Philemon (= Kritisch-exegetischer Kommentar über das Neue Testament, Bd. 9, 2). 14. Auflage, 1. Auflage dieser Neuauslegung. Vandenhoeck & Ruprecht, Göttingen 1968 (2. Auflage 1977, ISBN 3-525-51636-3).
- Die Erneuerung des Menschen und die Veränderung der Gesellschaft im Neuen Testament. Vandenhoeck & Ruprecht, Göttingen (= Göttinger Universitätsreden. Heft 55).
- Umwelt des Neuen Testaments (= Grundrisse zum Neuen Testament = NTD-Ergänzungsreihe, Bd. 1). Vandenhoeck & Ruprecht, Göttingen 1971 (10., durchgesehene Auflage 2000, ISBN 3-525-51360-7).
- Die Entstehung des Neuen Testaments (= Theologische Wissenschaft, Bd. 4). Kohlhammer, Stuttgart 1972, ISBN 3-17-239011-X (6. Auflage = unveränderter Nachdruck der 5. Auflage. 1991, ISBN 3-17-017041-4).
- Grundriß der neutestamentlichen Theologie (= Theologische Wissenschaft, Bd. 5, 1). Kohlhammer, Stuttgart 1974, ISBN 3-17-001071-9 (5., unveränderte Auflage, 1998, ISBN 3-17-015790-6).
- Theologische Ethik des Neuen Testaments (= Theologische Wissenschaft, Bd. 5, 2). Kohlhammer, Stuttgart 1988, ISBN 3-17-010060-2.
- als Herausgeber mit Walter Kasper, Walter Klaiber, Paul-Werner Scheele, Theodor Schober, Theo Sorg:  Ich lobe dich von ganzer Seele. Auslegungen zu allen 150 Psalmen. Kreuz-Verlag, Stuttgart 1995, ISBN 3-7831-1265-6.
- Das Neue Testament als Urkunde des Evangeliums. Vandenhoeck & Ruprecht, Göttingen 2000, ISBN 3-525-53876-6.
- Der Brief an die Römer (= Kritisch-exegetischer Kommentar über das Neue Testament, Bd. 4). 15. Auflage, 1. Auflage dieser Auslegung. Vandenhoeck & Ruprecht, Göttingen 2003, ISBN 3-525-51630-4.
- Freude des Glaubens. Die Freude im Neuen Testament. Vandenhoeck & Ruprecht, Göttingen 2007, ISBN 978-3-525-63375-5.
- Das Vaterunser. Im Licht seiner jüdischen Voraussetzungen. Mohr Siebeck Verlag, Tübingen 2008, ISBN 978-3-16-149623-3; Neuausgabe: Darmstadt 2011, 2. Auflage 2012, ISBN 978-3-650-25470-2.
- Das Urchristentum. Ein Rückblick auf die Anfänge. Vandenhoeck & Ruprecht, Göttingen 2008, ISBN 978-3-525-53382-6.
- zusammen mit Karl Lehmann: Paulus, Lehrer der Kirche (Mainzer Perspektiven: Orientierungen, Bd. 7). Bistum Mainz, Mainz 2009, ISBN 978-3-934450-41-7.